# Исток (Калининградская область)
Исток — посёлок в Славском муниципальном округе Калининградской области.

## География
Находится в северной части Калининградской области, в зоне хвойно-широколиственных лесов, к югу от реки Неман, на расстоянии примерно 6 километров (по прямой) к северо-востоку от города Славска, административного центра района. Абсолютная высота — 1 метр ниже уровня моря.

### Климат
Климат характеризуется как переходный от морского к умеренно континентальному. Среднегодовая температура воздуха — 7,2 °C. Средняя температура воздуха самого холодного месяца (января) — −5 — −2 °C; самого тёплого месяца (июля) — 22,4 °C. Безморозный период длится в среднем 160—190 дней. Годовое количество атмосферных осадков — около 700 мм, из которых большая часть выпадает в тёплый период.

### Часовой пояс
Посёлок Исток как и вся Калининградская область, находится в часовой зоне МСК−1. Смещение применяемого времени относительно UTC составляет +2:00.

## История
До 1938 года носил название Ной-Вайнотен (нем. Neu Weynothen). В период с 1938 по 1947 годы назывался Пройссенхоф (нем. Preußenhof). В период с 2008 по 2015 годы Исток входил в состав Тимирязевского сельского поселения Славского района, с 2015 по 2022 годы — в состав Славского городского округа.

## Население
| 2002 | 2010 |
| ---- | ---- |
| 17   | →17  |

### Национальный состав
Согласно результатам переписи 2002 года, в национальной структуре населения русские составляли 53 %.